# 山崎安治
山崎 安治（やまざき やすじ、1919年11月13日 - 1985年3月11日）は、日本の登山家。
神奈川県小田原生まれ。1942年早稲田大学法学部卒、日刊スポーツ新聞社に入り、文化部長、整理部長を務めた。日本の積雪期登山の先駆者の一人で、昭和10年代に早大山岳部の主力メンバーとして、穂高岳や冠帽峰(北朝鮮)に極地法登山を展開、初登攀記録も作った。のち登山史研究に専念。日本山岳協会常任理事。

## 著書
- 『穂高星夜』朋文堂 1958　スキージャーナル 1976
- 『劔の窓』二玄社 1962
- 『日本登山史』白水社 1969
- 『登山』旺文社スポーツ教室 1972

### 共編著
- 『積雪期登山』近藤等共編 朋文堂 1955
- 『登山の基礎』金坂一郎共著 朋文堂 1957
- 『現代登山全集』全10巻　諏訪多栄蔵共編 東京創元社 1960
- 『日本登山記録大成』全20巻　責任編集 同朋舎出版 1983

### 翻訳
- ウォルター・ウェストン『日本山岳名著全集 第1 日本アルプスの登山と探検』青木枝朗共訳 あかね書房 1962
- W.H.マーリ『はるかなるエヴェレスト』二玄社 1963
- ウッドロウ・W.セイヤー『生と死のあいだ エヴェレストの四人』ベースボール・マガジン社 スポーツ新書 1967
- ノートン『ヒマラヤ名著全集 第3 エヴェレストへの闘い』あかね書房 1967
- クリス・ボニントン『アンナプルナ南壁』白水社 1972
- クリス・ボニントン『地の果ての山々』時事通信社 1976
- エドワード・パイアット『山と登山 ギネスワールド』岡沢祐吉共訳 講談社 1983